# New Holstein (hrabstwo Calumet)
New Holstein – miejscowość w Stanach Zjednoczonych, w stanie Wisconsin, w hrabstwie Calumet.